# Бивер-Бей (город, Миннесота)
Бивер-Бей (англ. Beaver Bay) — город в округе Лейк, штат Миннесота, США. На площади 2,7 км² (1,3 км² — суша, 1,4 км² — вода), согласно переписи 2002 года, проживают 175 человек. Плотность населения составляет 139,2 чел./км².
- Телефонный код города — 218
- Почтовый индекс — 55601
- FIPS-код города — 27-04456[1]
- GNIS-идентификатор — 0655294[2]